# Reinhard Häfner
Pour les articles homonymes, voir Häfner.
Reinhard Häfner, né le 2 février 1952 à Sonneberg et mort le 24 octobre 2016 à Dresde, est un footballeur est-allemand.

## Biographie
Il compte 58 sélections en équipe nationale et a évolué au Dynamo Dresde en tant que joueur et entraîneur.

## Palmarès
- Médaille d'or aux Jeux olympiques de 1976
- Médaille de bronze aux Jeux olympiques de 1972